# کبک کاکل‌پری گلونخودی
کبک کاکل‌پری گلونخودی (نام علمی: Tetraophasis szechenyii) نام یک گونه از سرده کبک‌های کاکل‌پری است.